# Асансьор (сграда)
Вижте пояснителната страница за други значения на Асансьор.
„Асансьор“ (на турски: Asansör, от френската дума ascenseur) е историческа сграда в квартал „Караташ“ в Измир, в границите на района Конак. Тя е построена през 1907 г. от богатия еврейски банкер и търговец от този период, Несим Леви Байраклиоглу, за да се улесни преминаването от тясната брегова ивица на Караташ до хълма. Асансьорът в сградата служи за превоз на хора и стоки през стръмната скала между двете части на квартала.
След време малката уличка, която води към сградата, също става известна под същото име, улица „Асансьор“ (Asansör Sokağı). През 40-те години на 20. век един от жителите на улицата е певецът Дарио Морено, който става известен в по-късен етап от живота си.
Сградата е възстановена и се превръща в една от забележителностите на Измир. Улицата е преименувана на улица „Дарио Морено“ в памет на певеца.
На върха на зданието се намира един от най-известните ресторанти в Измир.
- Поглед към сградата от улица „Дарио Морено“
- Гледка от върха на сградата